# Port lotniczy Altay
Port lotniczy Altay (IATA: AAT, ICAO: ZWAT) – port lotniczy położony w Altay, w regionie autonomicznym Sinciang, w Chińskiej Republice Ludowej.

## Linie lotnicze i połączenia
| Linia Lotnicza          | Kierunek |
| ----------------------- | --- |
| Chang’an Airlines       | 1. Xi’an |
| Chengdu Airlines        | 1. Karamay 2. Kaszgar 3. Kuqa 4. Tacheng 5. Turfan 6. Yining                                                             |
| China Eastern Airlines  | 1. Szanghaj-Pudong 2. Xi’an                                                                                              |
| China Express Airlines  | 1. Aksu 2. Korla 3. Kuqa                                                                                                 |
| China Southern Airlines | 1. Guangzhou 2. Harbin 3. Kaszgar 4. Szanghaj-Pudong 5. Shenzhen 6. Urumczi 7. Wuhan 8. Yinchuan 9. Yining 10. Zhengzhou |
| Hainan Airlines         | 1. Pekin |
| Juneyao Airlines        | 1. Szanghaj-Pudong |
| Loong Air               | 1. Changsha 2. Chengdu-Tianfu                                                                                            |
| Sichuan Airlines        | 1. Chongqing 2. Xi’an |
| Spring Airlines         | 1. Lanzhou |
| Tianjin Airlines        | 1. Urumczi |